# William Merz
Pour les articles homonymes, voir Merz.
William G. Merz (né le 25 avril 1878 à Red Bud et mort le 17 mars 1946 à Overland) est un gymnaste-athlète américain spécialiste des anneaux, du cheval d'arçon, du saut de cheval. Son club est le Concordia Turnverein.

## Biographie

### Palmarès
| Date | Compétition           | Lieu        | Résultat | Épreuve          | Performance |
| ---- | --------------------- | ----------- | -------- | ---------------- | ----------- |
| 1904 | Jeux olympiques d'été | Saint-Louis | 3e       | ?                | 32 pts      |
| 1904 | Jeux olympiques d'été | Saint-Louis | 3e       | Saut de cheval   | 31 pts      |
| 1904 | Jeux olympiques d'été | Saint-Louis | 3e       | Cheval d'arçon   | 29 pts      |
| 1904 | Jeux olympiques d'été | Saint-Louis | 2e       | Anneaux          | 35 pts      |
| 1904 | Jeux olympiques d'été | Saint-Louis | 3e       | Concours complet | 135 pts     |